# Українська мафія
Українська мафія — організовані злочинні угруповання, які сформовані за етнічною ознакою переважно з українців. Вважаються одними з найвпливовіших угруповань, які діють на території України, Сполучених Штатів Америки та Європейського Союзу.
Після Російського вторгнення в Україну транснаціональні та кримінальні зв'язки значно збільшили свій вплив на країни східної частини ЄС.

## Історія
Після розпаду Радянського Союзу в Україні залишилися великі запаси зброї. Першим проявом діяльності української мафії стала участь в незаконній міжнародній торгівлі цією зброєю. У період з 1992 по 1998 роки з військових складів в Україні зникло озброєнь на суму близько 32 млрд доларів США, які після того поступали на службу в країнах Західної Африки й Центральної Азії. Ймовірно, українські злочинні організації також займалися контрабандою зброї в постраждалі від воєн країни, такі як Афганістан.
Окрім незаконного обігу зброї українські злочинні синдикати стали займатися міжнародним незаконним обігом наркотичних засобів, ставши основним постачальником наркотиків з Центральної Азії в Центральну Європу. Окрім країн Центральної Європи, таких як Чехія й Угорщина (де українська мафія «кришує» заняття проституцією), її вплив поширився до країн Північної Америки й Ізраїлю, де проживає значна кількість євреїв, які емігрували з України, серед яких є у тому числі й кримінальні елементи.

## Донецька мафія
У 1993  році, колишній директор шахти ім. О. Ф. Засядька виробничого об'єднання «Донецьквугілля», Юхим Звягільський призначений першим заступником Прем'єр-міністра Леоніда Кучми, а згодом — в.о. Прем'єр-міністра. З нього починається історія присутності вихідців з Донбасу в органах центральної влади та «темний» лобізм інтересів Донецької мафії, як кримінальної фінансово-промислово групи.
Починаючи із 1993 року почались збройні сутички та вбивства між різними бандами та кримінальними формуваннями Донецька. Найбільш жорстоке протистояння було між бандою А. Брагіна та молодою бандою Є. Кушніра та А. Рябіна. Приводом для початку війни між бандами стало вбивство одного з авторитетів Донецька на прізвисько «Чірік», який мав дружбу з Є. Кушніром. В помсту був розстріляний інший злочинний авторитет на прізвисько «Барабан», який дружив з гендиректором фірми «Люкс» Брагіним. Переживши три замахи на життя, 15 жовтня 1995 року було здійснено вбивство кримінального авторитета і президента футбольного клубу «Шахтар» Брагіна.
3 листопада 1996 року було здійснено жорстоке вбивство Євгена Щербаня разом з його дружиною в режимній зоні летовища аеропорту «Донецьк» міста Донецька близько 12 години дня після посадки приватного літака Як-40, на якому убитий повернувся з ювілею Йосипа Кобзона. Крім бізнесмена та його дружини, загинули бортмеханік, авіатехнік та інспектор аеродромної митниці. Як встановило слідство, вбивство скоїв громадянин Росії Вадим Болотських (прізвисько «Москвич») двома пострілами впритул, решта людей загинули внаслідок хаотичної стрілянини з автомата його напарника Геннадія Зангеліді. Убивство та його розслідування мало гучний політичний резонанс, результати слідства по убивству намагались використати різні політичні сили України у політичній боротьбі.
У 1997 році була створена Партія регіонів, яка була політичним захисником та опорним лобі інтересів Донецької мафії.
1998 — вбивство Вадима Гетьмана
2007 — вбивство Євгена Кушнарьова
2010—2012 — отримання повноти влади в Україні
2013—2014 — зачистка учасників Євромайдану
2014 — проросійські виступи в Україні 2014
2014 — війна на сході України
2014 — створення і проходження в Верховну раду Політичної партії «Опозиційний блок» із залишків Партії регіонів.
На поточний час донецька мафіозна структура чотири рази ставала керівною в Україні — в 1993—1994 (при в.о. прем'єра Звягільському), в 2003—2004, з літа 2006 до кінця 2007 (при прем'єрові Януковичу) та з березня 2010 (президент Янукович, прем'єр Азаров) до лютого 2014 року.
Починаючи 3 2014 року, вплив донецьких кримінальних угрупувань зазнав значих змін. Їх влада значно посилилась в так званних «ДНР» та «ЛНР» де вони майже відкрито співпрацюють з керманичами псевдореспублік, але послабилась на решті України. В окупованному Криму, відбувся перерозподіл кримінальних сил в бік російських кримінальних угрупувань, хоча українська мафія не втратила в пливу в загарбаній автономній республіці.

## Дніпропетровська мафія
Представники мафіозної структури, що постали на ґрунті колишньої партноменклатури та червоних директорів, обіймали і обіймають керівні посади держави, досягли значних успіхів в побудові фінансово-промислових груп наприкінці 90-х. Чітких політичних цілей, крім особистого збагачення членів, клан не має.
В різний час до структури відносили: Брежнєва Л. І., Щербицького В., Кучму Л. Д., Лазаренка П. І., Тимошенко Ю. В., Турчинова О. В. та інших.

## Одеська мафія «Малина»
Найвідомішою й найвпізнаванішою в світі українською організованою злочинною групою є мафія з портового міста Одеса. Крім того, Одеса відома як осередок контрабандистів і ключовий пострадянський центр торгівлі людьми, а також як транзитний пункт з доставки афганського героїну з Кавказу до Європи. На заході України одеські злочинці беруть активну участь у контрабанді героїну, торгівлі людьми й поставках контрабандних цигарок до Європи.
В Одесі формувалася тривала історія бандитизму, висхідна до численного і збіднілого єврейського населення міста. Відомі письменники, такі як Ісак Бабель, часто писали про сумнозвісну діяльність єврейських гангстерів, злодіїв і кримінальних авторитетів в цьому портовому місті. В XX столітті побутовий бандитизм в Одесі поступився місцем витонченій організованій злочинності, коли місцеві кримінальні авторитети почали використовувати швидко зростаючий порт міста в своїх інтересах. Спочатку місцева одеська мафія (звана «Малиною») стала розширювати свою злочинну діяльність: спочатку в Нью-Йорку, а потім в Ізраїлі. Багато євреїв Одеси емігрували за кордон, в тому числі значна частина найвідоміших злочинців міста. Одеська мафія стала вести кримінальну діяльність в таких містах, як Нью-Йорк, Маямі, Тель-Авів, Антверпен й Будапешт, де українські ОЗУ складаються з колишніх жителів Одеси або пов'язаних з Одесою злочинців.
У Сполучених Штатах Америки одеська мафія зазвичай базується в районі Брайтон-Біч у Брукліні, Нью-Йорк. Вона вважається однією з найпотужніших пострадянських злочинних організацій в США що розширила свою діяльність до Маямі й Лос-Анджелесу, де встановила контакти з місцевими вірменськими й іраїльськими злочинними діячами, а також з'явилася у районі затоки Сан-Франциско. Одеська мафія відома, як дуже прихована організація, яка займається рекетом, незаконним лихварством, вбивствами на замовлення, шахрайством, а також незаконним обігом наркотиків. Деякі злочинці, пов'язані з одеською мафією стали частиною злочинного світу США. У 1980-х й 1990-х роках всередині одеської мафії вирувала міжусобна боротьба, яка часто призводила до жорстокого насильства.

## У популярній культурі
- Одеська мафія вперше з'явилася в № 742 «Detective Comics» у березні 2000 року й з тих пір фігурує в багаточисленних коміксах про Бетмена.
- У фільмі 2003 року «Пограбування по-італійськи» представлений персонаж Машков (у виконанні Олека Крупи), який був високопоставленим членом української мафії з Лос-Анджелеса.
- Українська злочинна група під назвою «Закаровський синдикат» стала антагоністом в комп'ютерній грі «Stranglehold» 2007 року.
- Whisper Gang, українська організована злочинна група, представлена в Ґотем-Сіті і очолювана Лукою Вовком, вперше з'явилася в коміксах про Бетмена в січні 2012 року, а потім була показана в третьому сезоні телесеріалу «Ґотем» (2016).
- Українська мафія під найменуванням «Кішка Бразерхуд», що спеціалізується на торгівлі героїном і людьми, виступає, як головні антагоністи сьомого сезону телесеріалу «Декстер» (2012).
- У 2013 році в серіалі «Банші» члени української мафії були головними антагоністами перших двох сезонів.